# Bolesławiec (Landgemeinde)
Die Landgemeinde Bolesławiec umschließt die gleichnamige Stadt Bolesławiec und ist eine eigenständige Kommune für deren Umland im Powiat Bolesławiecki der Woiwodschaft Niederschlesien.
Sie umfasst ein Gebiet von 288,93 km² mit 14.863 Einwohnern.
Die Bevölkerungsdichte beträgt 51 Einwohner/km² (Stand 31. Dezember 2020).
Der Sitz der Landgemeinde befindet sich im ehemaligen Dominikanerkloster Bunzlau.

## Orte

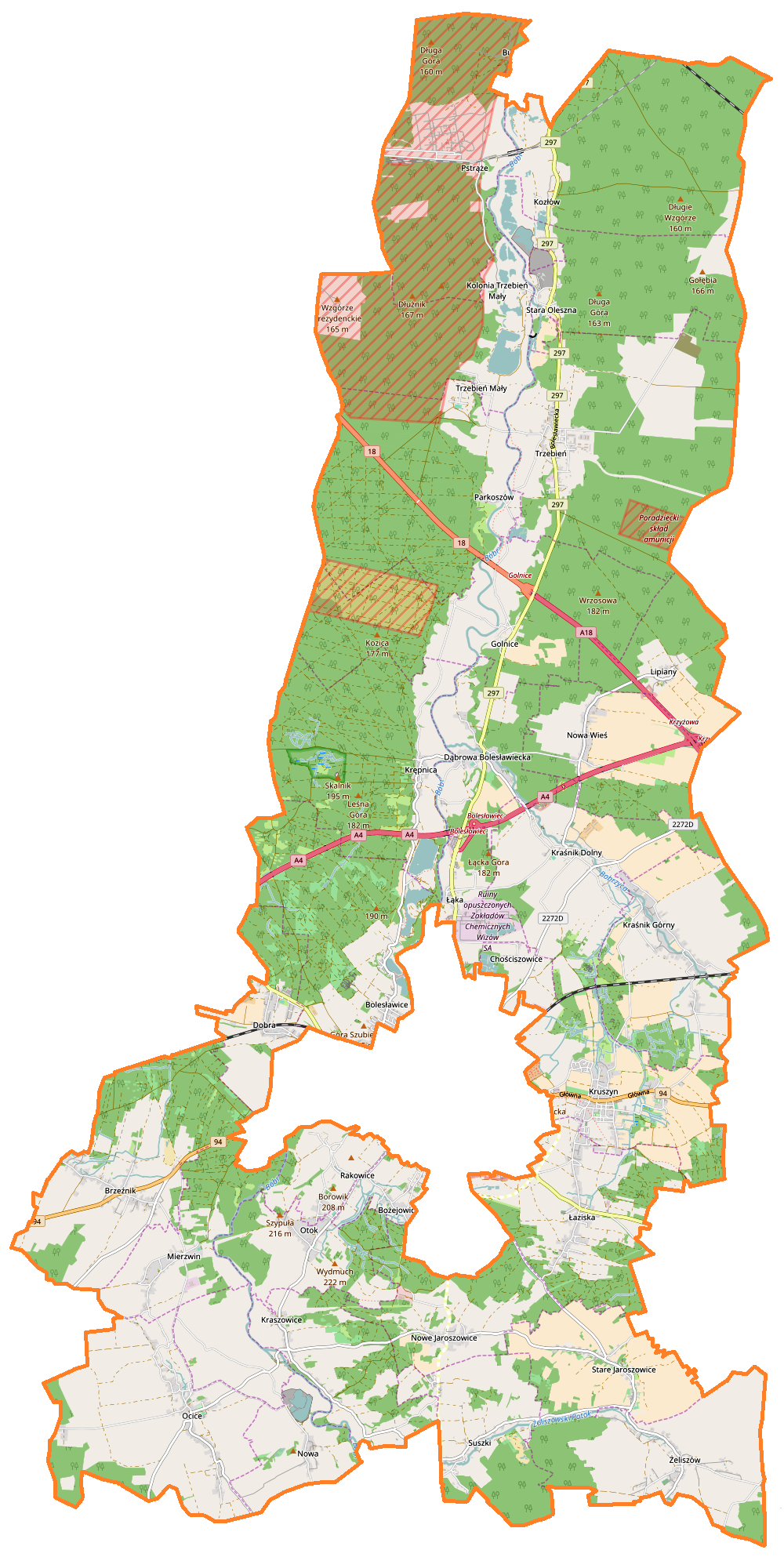
Karte der Landgemeinde mit Bodendeckungen, Stadt Bolesławiec als Aussparung

- Bolesławice (Tillendorf)

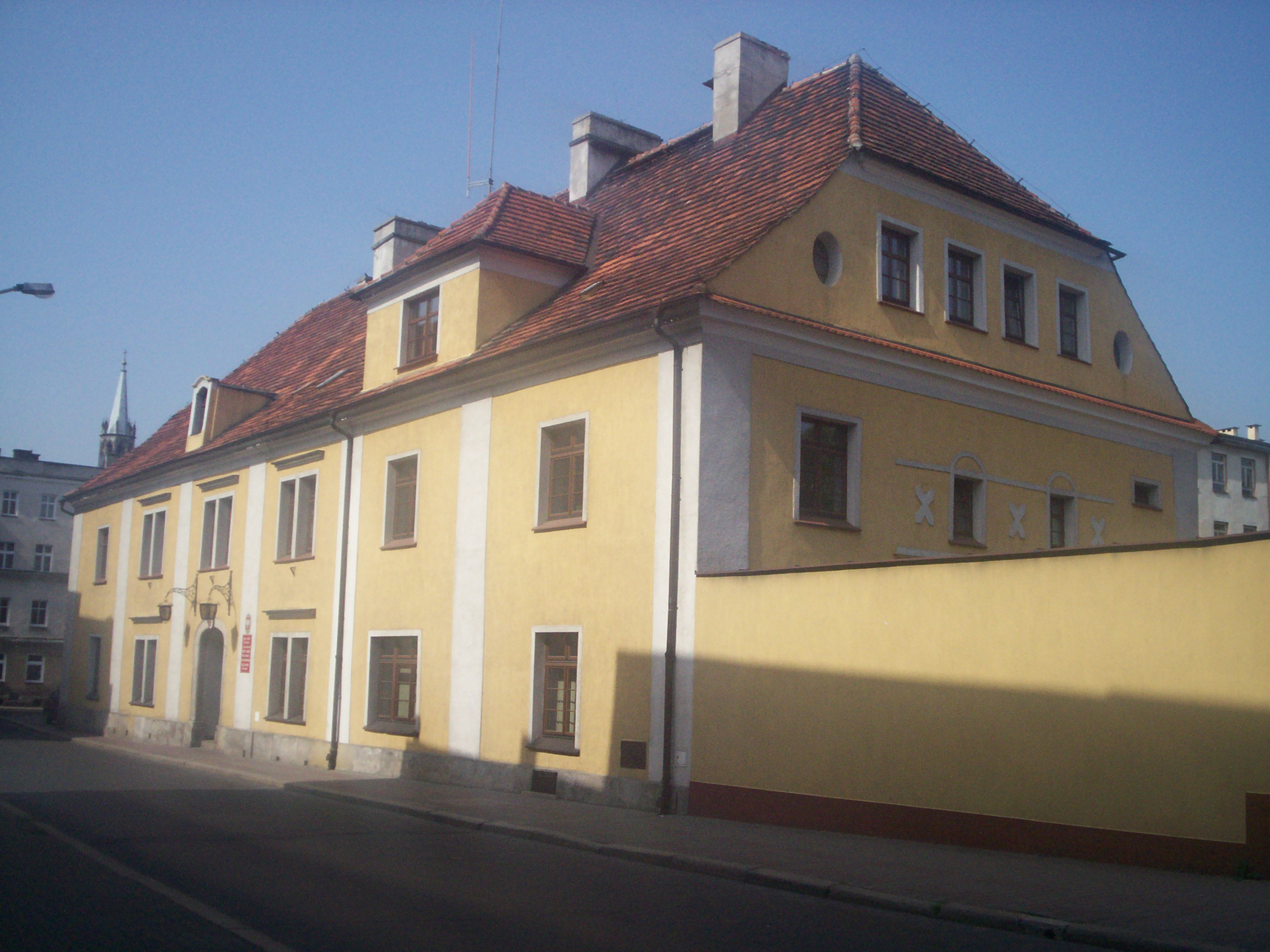
Sitz der Landgemeinde Bolesławiec: das ehemalige Dominikanerkloster

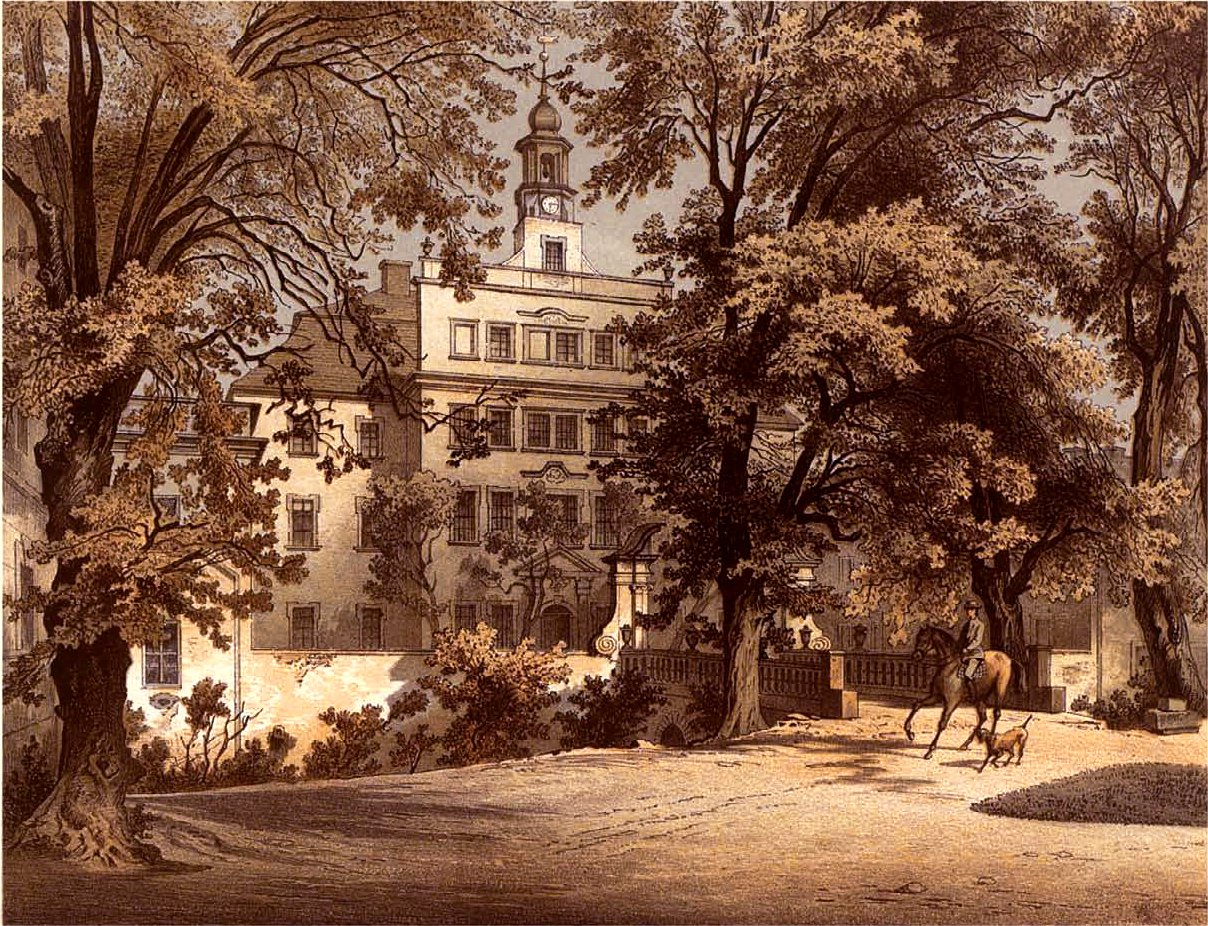
Rittergut Kittlitztreben (Trzebień)

- Bożejowice-Rakowice (Eckersdorf) und (Rothlach)
- Brzeźnik (Birkenbrück)
- Chościszowice (Neu Schönfeld)
- Dąbrowa Bolesławiecka (Eichberg)
- Dobra (Dobrau)
- Golnice (Groß Gollnisch)
- Kozłów (Kosel)
- Kraszowice (Kroischwitz)
- Kraśnik Dolny (Nieder Schönfeld)
- Kraśnik Gorny (Ober Schönfeld)
- Krępnica (Kromnitz)
- Kruszyn (Groß Krauschen) (mit Godnów (Gnadenberg), Kruszynek (Klein Krauschen) und Świeborowice (Schwiebendorf))
- Lipiany (Linden)
- Łaziska (Looswitz)
- Łąka (Wiesau)
- Mierzwin (Possen)
- Nowa (Neuen)
- Nowa Wieś (Neuendorf)
- Nowe Jaroszowice (Neu Jäschwitz)
- Ocice (Ottendorf)
- Otok
- Parkoszów (Urbanstreben)
- Pstrąże (Pstransse, ab 1933 Strans) (1995 aufgegeben)
- Stara Oleszna (Altöls)
- Stare Jaroszewice (Altjäschwitz)
- Suszki (Dürr-Kunzendorf)
- Trzebień (Kittlitztreben)
- Trzebień Mały (Wenigtreben)
- Żeliszów (Giersdorf)